# Ceratophygadeuon politus
Ceratophygadeuon politus är en stekelart som beskrevs av Henry Keith Townes, Jr. 1983. Ceratophygadeuon politus ingår i släktet Ceratophygadeuon och familjen brokparasitsteklar. Inga underarter finns listade i Catalogue of Life.